# 大奧爾登卡街

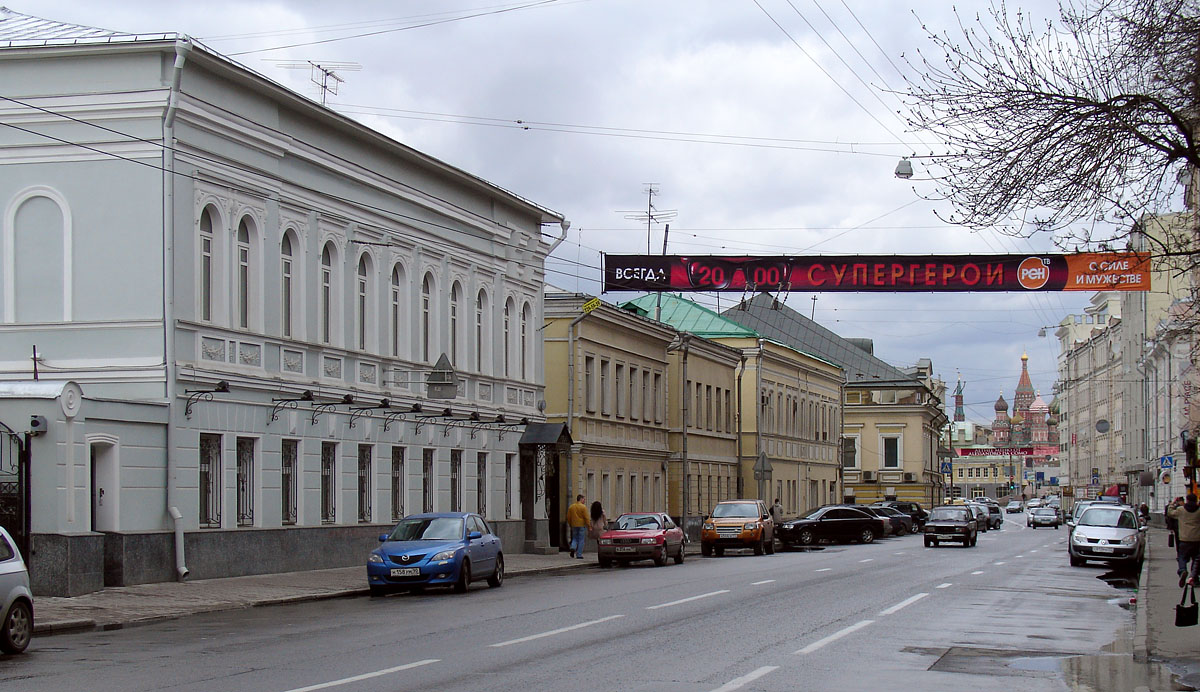
6至12號雙數房屋

55°44′16″N 37°37′28″E / 55.73778°N 37.62444°E
大奧爾登卡街（俄语：Улица Больша́я Орды́нка）是俄羅斯首都莫斯科中央行政區的一條街道，位於莫斯科河南岸，全長1.73公里。北起莫斯科河大橋，南至謝爾普霍夫廣場（花園環路）。
以色列、吉爾吉斯、巴林、毛里塔尼亞、肯亞、阿根廷等國駐俄大使館都位於本街。